# Захват самолёта Ил-76 3 августа 1995 года
Захват Ил-76 в Кандагаре — захват коммерческого транспортного самолёта Ил-76ТД казанской компании «Аэростан» с семью членами экипажа на борту и грузом боеприпасов для войск «Северного альянса» силами движения «Талибан» в Афганистане. Известен героическим побегом экипажа на своём самолёте после 378-дневного плена.

## Самолёт
Ил-76ТД (регистрационный номер RA-76842, заводской 1033418616, серийный 91-04) был выпущен Ташкентским авиационным производственным объединением имени В. П. Чкалова (ТАПОиЧ) 29 апреля 1994 года. В тот же день был передан российской авиакомпании «Аэростан» (Казань). Оснащён четырьмя двигателями Д-30КП.

## Экипаж
- Командир воздушного судна (КВС) — Владимир Ильич Шарпатов.
- Второй пилот — Газинур Гарифзянович Хайруллин.
- Штурман — Александр Викторович Здор.
- Бортинженер — Асхат Минахметович Аббязов.
- Бортрадист — Юрий Николаевич Вшивцев.
- Ведущий инженер — Сергей Борисович Бутузов.
- Ведущий инженер — Виктор Петрович Рязанов.

## Хронология событий

### Захват
3 августа 1995 года самолёт Ил-76ТД борт RA-76842 с 7 членами экипажа на борту по заказу афганского правительства в рамках межправительственного соглашения с Албанией, вопреки решению СССР и РФ о прекращении поставок оружия, боеприпасов и топлива конфликтующим сторонам в Афганистане, совершал коммерческий рейс по маршруту Тирана (Албания)—Кабул (Афганистан) с грузом стрелковых боеприпасов. Фактическим получателем груза был «Северный альянс», авиабаза Баграм контролировалась силами злейшего врага «Талибана» Ахмад Шах Масуда. Сходные рейсы в Баграм, в частности, из Шарджи экипаж выполнял неоднократно, перевозя самые разные грузы. Рейс из Тираны с боеприпасами был третьим после двух таких же, вполне успешных. Над Афганистаном самолёт был перехвачен истребителем (по другим данным — двумя) МиГ-21 движения «Талибан» и принужден совершить посадку в районе Кандагара под предлогом досмотра груза. Среди формально разрешённых к перевозке стрелковых боеприпасов был обнаружен ящик с запрещёнными к перевозке снарядами.

### Плен
Более года (378 дней) члены экипажа самолёта находились в плену в очень тяжёлых условиях, мучаясь от жары, нехватки воды и плохой пищи. Психологическое состояние экипажа тоже было очень тяжёлым: они всерьёз опасались за свою жизнь, так как были захвачены при перевозке оружия врагам «Талибана». С другой стороны, они долго не замечали никаких существенных усилий со стороны российских властей по вызволению их из плена. Талибы предлагали им перейти в ислам с обещаниями облегчить участь. Связь с Россией удавалось поддерживать, в частности, через Тимура Акулова, представителя Президента Татарстана Минтимера Шаймиева. Попытка Акулова обменять пленников на запчасти к вертолётам не удалась. С другой стороны, удалось добиться права на редкие личные встречи, в том числе с другими представителями российских властей в Афганистане и Пакистане, и передачу почты, что позволило обговорить детали возможного побега. Экипаж смог убедить талибов в том, что весьма ценный самолёт требует периодического технического обслуживания. За отсутствием собственных специалистов экипажу было позволено время от времени под вооружённым конвоем поддерживать самолёт в работоспособном состоянии.

### Побег
16 августа 1996 года экипаж самолёта смог совершить побег на своём же самолёте — через Иран в Объединённые Арабские Эмираты. При очередном техобслуживании (в частности, поводом к нему послужило повреждённое колесо шасси) экипаж запустил двигатели и взлетел, воспользовавшись ослаблением бдительности на аэродроме из-за пятницы и времени молитв. Аэродромные службы пытались воспрепятствовать взлёту, но безуспешно. Самолёт-истребитель поднят в воздух не был. Конвоиров, которых было меньше, чем обычно, удалось обезоружить и связать. Топлива на полёт хватило, так как самолёт перед рейсом в Кабул был заправлен с расчётом на обратный рейс и топливо не было слито. Для большей скрытности самолёт уходил из Афганистана на запад, в Иран (а не на север, в Россию через Среднюю Азию), причём на предельно малых высотах. Авиадиспетчеры Ирана, как это было оговорено заранее, пропустили самолёт в своё воздушное пространство, в дальнейшем самолёт беспрепятственно прилетел в Шарджу (ОАЭ).
В ночь с 18 на 19 августа российские лётчики вернулись в Казань.

## Награды
22 августа 1996 года был подписан указ о награждении экипажа борта RA-76842. Командиру экипажа и второму пилоту было присвоено звание «Героев России», а все остальные члены экипажа были награждены орденами Мужества.
Существует конспирологическая теория о возможном подкупе афганцев или же тайно уплаченном им выкупе, что, якобы, позволило организовать побег или же провести его с меньшим риском.

## Экранизация
4 февраля 2010 года на экраны вышел фильм кинорежиссёра Андрея Кавуна «Кандагар», основанный на событиях этого захвата.

## Дальнейшая судьба самолёта

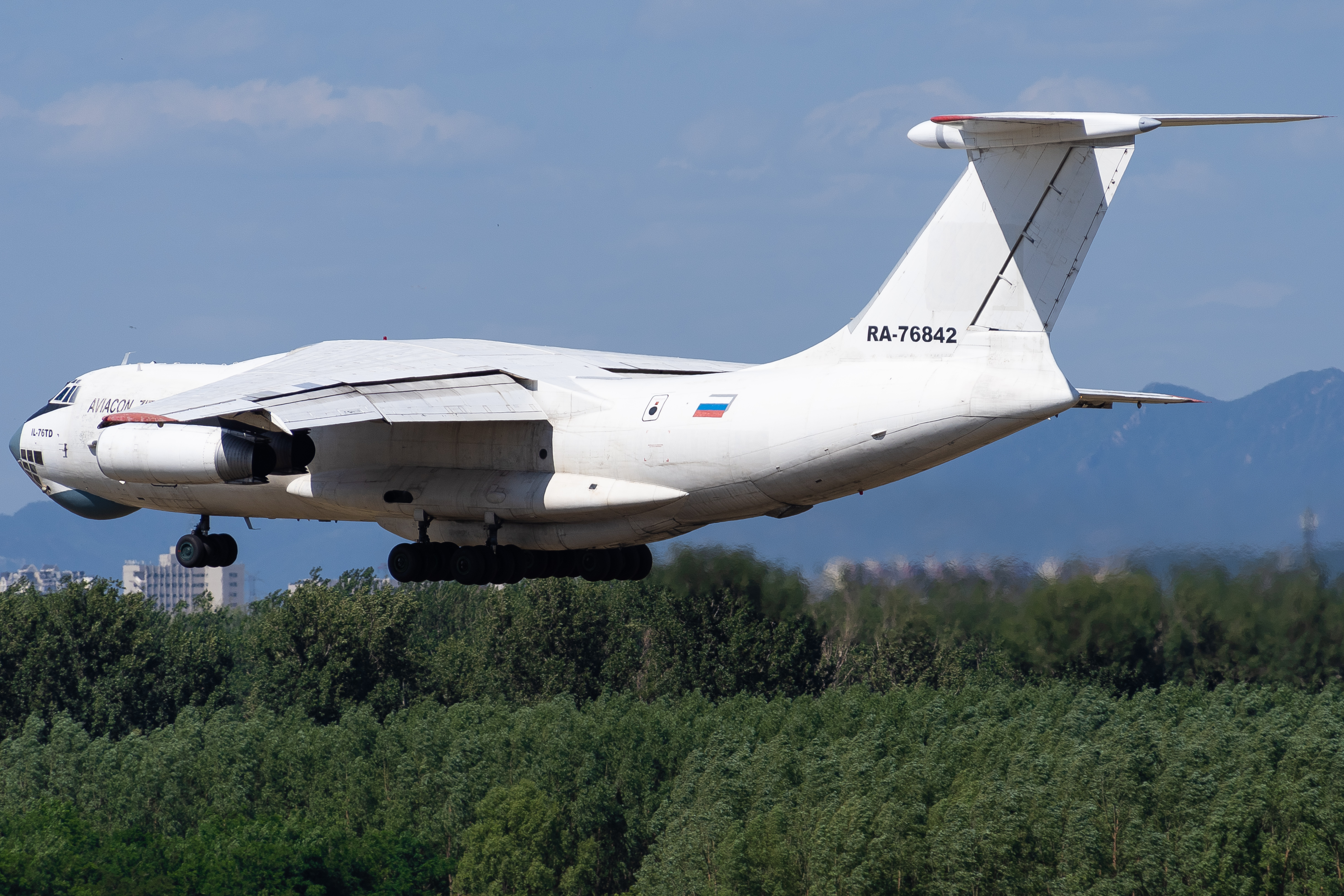
Борт RA-76842 в 2021 году

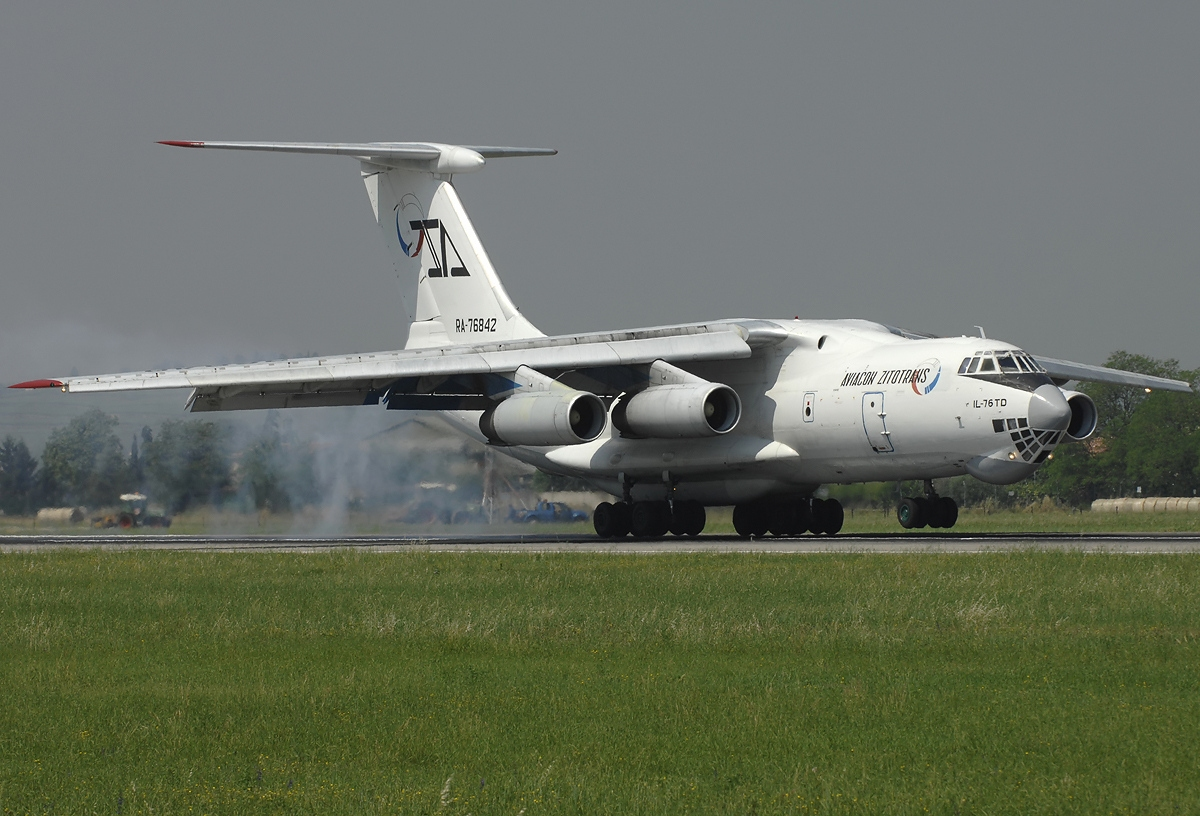
Борт RA-76842 в 2010 году

Ил-76ТД борт RA-76842 далее эксплуатировался авиакомпаниями:
- «Аэростан» – с 29 апреля 1994 по 6 ноября 1997;
- «Волга-Днепр» – с 6 по 24 ноября 1997;
- «Татарстан» – с 24 ноября 1997 по 1 марта 2001;
- на хранении снова у «Волга-Днепр» – с 1 марта по 21 июня 2001;
- снова «Аэростан» – с 21 июня по 26 июля 2001 года;
- «Аэростарз» – с 26 июля 2001 по 29 декабря 2004, в том числе:
  - «Русское Небо (Ист Лайн)» в лизинге – с 26 марта 2002 года по 13 мая 2003 года;
  - на хранении у «Аэростарз» – с 2 декабря 2003 по 29 декабря 2004;
- «Авиакон Цитотранс (АЦТ)» – с 29 декабря 2004[11][2], в том числе:
  - «Москва (Атлант-Союз)» в лизинге – с ноября 2005 по сентябрь 2006.